# Sångböcker för söndagsskolan
Sångböcker för söndagsskolan är psalmsamlingar avsedda för söndagsskolans verksamhet. Till skillnad från samfundens egna psalmböcker innehåller de sånger avsedda för barn och ungdomar, utifrån sin tids norm. Det framgår av vissa förord att man med verslängd och urval av verser beaktat barnens behov av andra slags texter och framför allt inte för långa. 1882 skriver man att gundsatserna för sammanställningen var bland annat "dels att ur längre sånger endast upptaga ett mindre antal verser, för att icke sången tilläfventyrs genom sin längd må blifva för barnet tröttande, dels att endast upptaga sånger, fullt lämpade för barnets fattningsförmåga, på grund hvaraf många i sig sjelf mycket goda sånger uteslutits".
Samfunden har givit ut egna sångböcker i viss mån, men också över tiden samarbetet kring revideringar av tidigare utgivna titlar som därmed ofta erhållit en helt ny titel även om innehållet i stort sett är detsamma.

## Exempel på sångböcker för söndagsskolan
Med uppgifter om utgivande/medverkande samfund samt eventuella namnbyten därav (sorterade efter första upplagans utgivningsår).
- Andeliga sånger för barn 1852 totalt tre häften utgivna av Betty Ehrenborg
  - Andeliga sånger för barn 1856

- Sånger för söndagsskolan 1869 utgiven av Metodistkyrkan (se samma titel nedan från SMF)
  - Sånger för söndagsskolan 1870

- Sångbok för söndagsskolan av C. A. V. Lundholm
  - Sångbok för söndagsskolan & hemmet från 1888 från den 10:e upplagan

- Stockholms söndagsskolförenings sångbok 1871 utgiven av EFS
  - Stockholms söndagsskolförenings sångbok 1882 utgiven av EFS med 110 sånger i elfte upplagan tryckt 1888.
  - Stockholms söndagsskolförenings sångbok 1888 - "Nr 2, Större samlingen" utgiven av EFS med 226 sånger tryckt 1898.
  - Stockholms söndagsskolförenings sångbok för söndagsskolan 1912 utgiven av EFS med 350 sånger (oklart utgivningsår, saknas i Lövgrens lexikon men finns i tryckt version som hänvisar till en tidigare utgåva som inte motsvaras av 1882 års upplaga tryckt 1888.)

- Sånger för söndagsskolan och hemmet 1873 första upplagan gavs ut av Teodor Trued Truvé

- Söndagsskolsånger 1876 häfte utgiven av signaturerna L-d (=Alexander Leonard Kullgren) och -én
- Söndagsskolsånger 1877 (som ovan)

- Sabbatstoner 1888 utgiven av tidningsredaktionen för Sanningsvittnet

- Barnsoldaternas sångbok 1890 gavs ut av Frälsningsarmén med flera olika namn senare.

- Sånger för söndagsskolan 1896 utgiven av Svenska Missionskyrkan (SMF) (se samma titel ovan från Metodistkyrkan)

- Barnens Nya sångbok 1905 - "äldre och nyare sånger för söndagsskolan". Samlade och utgifna under medverkan av Joël Blomqvist, V. Emanuelsson, J. Grytzell, J. Löfvén med flera.

- Svensk söndagsskolsångbok för hem, skolor och barngudstjänster 1908 utgiven av EFS och SMF. Möjligrn en fortsättning på Sånger för söndagsskolan och hemmet
  - Musikupplaga till 1908 års söndagsskolsångbok 1910
  - Svensk söndagsskolsångbok för hem, skolor och barngudstjänster 1929 utgiven av EFS, SMF, Baptisterna, Metodisterna och Svenska Alliansmissionen
  - Nu sjunger vi 1960 tillkom som utgivare även Helgelseförbundet, Svenska Frälsningsarmén och Örebromissionen.

- Barnsånger för söndagsskolan och hemmet 1913 utgiven av Fribaptistsamfundet
  - Barntoner 1922
  - Barntoner 1950

- Kyrklig sång 1916
  - Kyrklig sång 1927
  - Sjungom 1945
  - Musikupplaga till Sjungom 1945

- Fridsröster 1918

- Psalmer och sånger för barn 1924...vid deras andakt i hem och församling utgiven av Svenska kyrkans diakonistyrelse.
  - Psalmer och sånger för barn 1933 en grundlig omarbetning och utvidgning inför tredje upplagan.
  - Psalmer och sånger för barn, för bruk i skola och söndagsskola 1940 namnändrades inför fjärde upplagan som omarbetats.

- Söndagsskolans Segertoner 1928 utgiven av Pingstvännerna.
  - Söndagsskolans Segertoner 1956 en grundlig omarbetning vid femte upplagan.
  - Söndagsskolans Segertoner 1969

- Till sångens land 1950 "En samling sånger för barn i hem, skola och söndagsskola" utgiven på Kåbes förlag i Uddevalla.

## Exempel på sångböcker för ungdomsverksamheten
Med uppgifter om utgivande/medverkande samfund samt eventuella namnbyten därav (sorterade efter första upplagans utgivningsår).
- Uppåt 1900
  - Uppåt 1930
  - Uppåt 1952
  - Musikupplaga till Uppåt 1954

- Ungdomsstjärnan 1901

- Melodier till sånger för ungdomsföreningar 1911, andra upplagan

- Ungdomssånger 1935
  - Ungdomssånger 1939
  - Ungdomssånger 1958

- Cantarellen 1984